# Anthemus maurus
Anthemus maurus är en stekelart som beskrevs av Prinsloo och Neser 1989. Anthemus maurus ingår i släktet Anthemus och familjen sköldlussteklar. Inga underarter finns listade i Catalogue of Life.